# Hans-Egon Richert
Hans-Egon Richert (* 2. Juni 1924 in Hamburg; † 25. November 1993 in Blaustein) war ein deutscher Mathematiker und Hochschullehrer, der sich mit analytischer Zahlentheorie beschäftigte. Er war Lehrstuhlinhaber in Marburg und Ulm.
Hans-Egon Richert, Sohn von Agnes Richert, geborene Hinsch, und ihrem Ehemann Johann Richert, ging in Hamburg zur Schule (aufgrund „anglophiler Neigungen“ wurde er aus der öffentlichen Schule verwiesen und besuchte eine Privatschule) und studierte nach dem Wehrdienst im Zweiten Weltkrieg von 1946 bis 1950 an der Universität Hamburg Mathematik. 1950 wurde er dort bei Max Deuring zum Dr. rer. nat. promoviert. Er habilitierte sich 1954 an der Universität Göttingen, wo er von 1954 bis 1962 als Dozent und (ab 1961) als außerplanmäßiger Professor lehrte.
Im Jahr 1962 wurde er ordentlicher Professor an der Universität Marburg. 1961 bis 1962, 1965 bis 1967 und 1969 bis 1970 war er Gastprofessor in Syracuse (USA). 1971 wechselte er an die neu gegründete Universität Ulm. 1974/75 war er dort Prorektor. Er war auch Gastprofessor am Tata Institute of Fundamental Research und an der University of Illinois at Urbana-Champaign (bei Halberstam). Außerdem war er Mitorganisator der Oberwolfach-Treffen in analytischer Zahlentheorie.
Richert befasste sich ab den 1960er Jahren insbesondere mit Siebmethoden, worüber er mit Heini Halberstam ein Standardwerk schrieb. Darin findet sich auch eine Vereinfachung von Jingrun Chens Satz aus dem Umfeld der Goldbach-Vermutung. Er erzielte auch bei der asymptotischen Formel für Dirichlets Teileranzahlfunktion Fortschritte (1953 erzielte er für das Infimum des Exponenten des Restterms in der asymptotischen Formel eine obere Grenze von 15/46).
Im Jahr 1991 wurde er in Ulm emeritiert.
Richert war ab 1980 mit Gisela Richert, geborene Voss, verheiratet und hatte zwei Söhne (Manfred und Ranko).

## Schriften
- mit Wolfgang Jurkat: An improvement of Selberg’s sieve method I. (PDF-Datei, 4,1 MB). In: Acta Arithmetica. 11, 1965, S. 217–240 (englisch).
- mit Heini Halberstam: Sieve Methods. Academic Press, 1974.
- Lectures Notes. T.I.F.R., Bombay 1976.